# Slidî, Moghilău
Slidî (în ucraineană Сліди) este o comună în raionul Moghilău, regiunea Vinnița, Ucraina, formată numai din satul de reședință.

## Demografie
Componența lingvistică a satului Slidî
     Ucraineană (96,15%)
     Rusă (3,6%)
     Alte limbi (0,25%)
Conform recensământului din 2001, majoritatea populației satului Slidî era vorbitoare de ucraineană (96,15%), existând în minoritate și vorbitori de rusă (3,6%).